# Amtsgericht Château-Salins
Das Amtsgericht Château-Salins war ein deutsches Amtsgericht mit Sitz in Château-Salins in den Jahren 1879 bis 1918.

## Geschichte
Château-Salins war Sitz eines französischen Friedensgerichts. Nach der Abtretung Elsass-Lothringens im Frieden von Frankfurt an das Deutsche Reich 1871 wurde die Gerichtsstruktur mit dem Gesetz, betreffend Abänderung der Gerichtsverfassung vom 14. Juli 1871 und der Ausführungsbestimmung hierzu vom gleichen Tag neu geregelt. Dabei wurden die Friedensgerichte beibehalten. Durch Verordnung des Reichskanzlers vom 7. August 1871 wurde das Friedensgericht Delme aufgehoben und sein Sprengel dem Friedensgericht Château-Salins zugeordnet. Später wurde es aber wiederhergestellt.
Im Rahmen der Reichsjustizgesetze wurden 1879 die Friedensgerichte im Reichsland Elsass-Lothringen aufgehoben und Amtsgerichte gebildet. Das Amtsgericht Château-Salins war dem Landgericht Metz nachgeordnet.
Am Gericht bestand 1880 eine Richterstelle. Das Amtsgericht war ein kleines Amtsgericht im Landgerichtsbezirk.
Der Gerichtsbezirk umfasste 1895 den Kanton Château-Salins mit 227 Quadratkilometern und 10.496 Einwohnern und 34 Gemeinden.
Mit der Verordnung über den Sitz und die Bezirke der Amtsgerichte vom 3. April 1909 gingen die Gemeinden Aboncourt und Manhoué aus dem Sprengel des Amtsgerichts Château-Salins in den Sprengel des Amtsgerichts Delme über.
Nach der Abtretung Elsass-Lothringens an Frankreich nach dem Ersten Weltkrieg wurde das Amtsgericht Château-Salins als „Tribunal cantonal Château-Salins“ weitergeführt. Im Zweiten Weltkrieg wurde 1940 von der deutschen Besatzungsmacht die vorgefundene Gerichtsstruktur unter Verwendung deutscher Ortsnamen und Behördenbezeichnungen, hier also als Amtsgericht Salzburgen, fortgeführt.